# John Southworth
John Southworth, noto anche come Jack Southworth (Blackburn, 11 dicembre 1866 – Liverpool, 16 ottobre 1956), è stato un calciatore inglese, di ruolo attaccante.
Nel 1891 realizzò 26 gol: ciò gli valse il titolo di capocannoniere mondiale dell'annata 1890-1891.

## Carriera
Giocò nel Chester City, nel Blackburn Olympic, nel Blackburn Rovers e nell'Everton. Vinse la FA Cup nel 1890 e nel 1891 con i Rovers e fu capocannoniere del campionato inglese nel 1891 e nel 1894.

## Palmarès

### Club

#### Competizioni nazionali
- Coppa d'Inghilterra: 2

Blackburn: 1889-1890, 1890-1891